# Plateros perditus
Plateros perditus är en skalbaggsart som beskrevs av Green 1953. Plateros perditus ingår i släktet Plateros och familjen rödvingebaggar. Inga underarter finns listade i Catalogue of Life.